# Obsidian Pool
Der Obsidian Pool (Akronyme: OBP oder OPP_17) ist eine mittelgroße Thermalquelle, die sich im Yellowstone-Nationalpark im zentralen Teil des US-Bundesstaats Wyoming im Park County befindet.
Er befindet sich im Gebiet des Yellowstone „Mud Volcano“ (englisch Mud Volcano Group) etwa 200 Meter vom südwestlichen Ufer des Goose Lake. Er liegt im Norden des Yellowstone Lake, 2800 km westlich der Hauptstadt Washington; in einer Höhe von 2397 Metern über dem Meeresspiegel. Die Wassertemperatur der heißen Quelle liegt bei 75–80 °C und der pH-Wert beträgt 6,37–6,7 (nahezu neutral).
Der Name „Obsidian Pool“ bezieht sich auf die sandgroßen vulkanischen Glaskörner auf dem Boden der Quelle.
Das nähere Gebiet um diese Thermalquelle wird auch Obsidian Pool Thermal Area (OPTA) genannt
und wurde u. a. von Shock et al 2014 detailliert beschrieben.
Gelegentlich findet sich auch die Bezeichnung englisch Obsidian Pool Prime, OPP, was hier mit Obsidian-Pool-Hauptbecken übersetzt ist.
Zahlreiche Arten von extremophilen Bakterien und Archaeen wurden an diesem Ort nachgewiesen.
Analysen zeigten 2014, dass im Hauptbecken die Vielfalt an Archaeen höher ist als die der Bakterien, in der Vegetationszone (englisch vegetated area) darum ist es jedoch umgekehrt und die bakterielle Vielfalt insgesamt deutlich höher.

## Lage und Klima
Das Land um den Obsidian Pool ist im Osten hügelig, im Westen dagegen flach. Der höchste Punkt in der Gegend hat eine Höhe von 2604 Metern und liegt 2,0 km südlich vom Obsidian Pool.
Die Bevölkerungsdichte in der Umgebung vom Obsidian Pool ist sehr gering, es leben dort weniger als 2 Menschen pro Quadratkilometer. Der nächstgelegene Ort ist Lake Village am Abfluss des Yellowstone Lake.
In der Region um den Obsidian Pool sind – typisch für den Yellowstone-Nationalpark – Quellen und Felsformationen besonders häufig.
Das Klima in dieser Gegend ist boreal.
Die Durchschnittstemperatur beträgt ca. 0 °C; der wärmste Monat ist der Juli mit 14 °C und der kälteste der Januar mit −14 °C.
Die durchschnittliche Niederschlagsmenge beträgt 439 Millimeter pro Jahr. Der feuchteste Monat ist der Mai mit 70 Millimeter Regen, der trockenste der Februar mit 24 Millimetern.

## Flora
Das Gebiet des Obsidian Pools ist fast vollständig von Kiefernwald umgeben.
In der überfluteten Senke neben dem Obsidian Pool gibt es einen Bestand von Juncus tweedyi, einer hitzetoleranten Binsenart, die häufig in der Nähe anderer geothermisch aktiver Orte im Yellowstone-Nationalpark wächst.

## Fauna
Zur Fauna rund um den Obsidian Pool gehören unter den Säugetieren vor allem die Amerikanischen Bisons, daneben Elche und die Hirschmaus (Peromyscus maniculatus). Unter den Vögeln herrschen der insbesondere der Kolkrabe, daneben die Kanadagans und die Wanderdrossel vor.

## Bakterien
Im Januar 1998 gaben Philip Hugenholtz, Norman Pace et al. die Entdeckung einer Reihe neuer Kandidatenphyla (syn. Abteilungen, englisch divisions) von Bakterien bekannt, die sie aus Proben vom Obsidian Pool identifiziert hatten (worauf der Präfix „OP“ ihrer vorläufigen Bezeichnungen hinweist). Im Einzelnen sind dies:
- Candidate division OP9 (heute Atribacterota[23]) mit den aus Proben von Obsidian Pool identifizierten Stämmen OPB46, OPB47, OPB72, OPS118, OPS139A und OPS44.[24]
- Candidate division OP11 (heute Microgenomates[25])
- Vertreter von weiteren Bakterienphyla wurden auch bei einer Untersuchung eines mit Kohlenwasserstoffen kontaminierten Grundwasserleiters auf der Wurtsmith Air Force Base in Michigan angetroffen.[21] Es sind dies OP5 (heute Caldiserica bzw. syn. Caldisericota[26]), OP8 (heute Aminicenantes[27] bzw. Klasse Aminicenantia[28]) und OP10 (heute Armatimonadetes bzw. syn. Armatimonadota[29])

Zu den Clostridien, einer sehr ursprünglichen Gruppe von Bakterien, wird der 2010 von Hamilton-Brehm, Elkins et al. identifizierte anaerobe und extrem thermophile Caldicellulosiruptor obsidiansis (mit Referenzstamm OB47) klassifiziert.
Diese Bakterien sind nicht-motil (unbeweglich), Gram-positiv und insbesondere cellulolytisch (engl. cellulolytic), d. h. in der Lage,
Zellulose abzubauen, was sie für verschiedene Anwendungen sehr interessant macht, denn zellulosehaltige Biomasse wird in Zukunft wahrscheinlich eine wichtige Quelle für erneuerbare Energie sein.
Die bakterielle Gemeinschaft aus den erhitzten Sedimenten in der Umgebung der hitzetoleranten Binsen Juncus tweedyi zeigte sich in einer Untersuchung 2014 reich an Mitgliedern der Firmicutes, darunter potenziell (hemi-)cellulolytische Bakterien aus den Clostridien-Gattungen Clostridium (inklusive Anaerobacter), Caloramator und Thermoanaerobacter (neben Caldicellulosiruptor).
Im Obsidian-Pool-Hauptbecken (englisch Obsidian Pool Prime, OPP) wurden Stromatolithen gefunden. Dieser Fund wurde von Berelson et al. 2011 untersucht:
Der Hauptkörper besteht u. a. aus fein verkieselten fadenförmigen Bakterien. Man schätzt auf eine Wachstumsrate von bis zu 1–5 cm pro Jahr; das Wachstum kann jedoch immer wieder unterbrochen werden. Die Bakterien sind Cyanobakterien, der Haupttyp zeigte sich als eng verwandt mit Chlorogloeopsis sp. PCC 7518, der Nebentyp mit Fischeralla sp. MV11.
Ein weiteres aus dem Obsidian Pool identifiziertes Bakterium ist Geobacillus sp. Y412MC61 (Brumm et al., 2015), eine vorgeschlagene Schwesterspezies von Geobacillus stearothermophilus aus der Familie Bacillaceae, der „echten Bazillen“.

## Archaeen
Im Jahr 1999 untersuchten Sandler, Hugenholtz, Pace et al. Proben vom Obsidian Pool mit Methoden der Metagenomik auch auf Archaeen hin und fanden unter diesen ebenfalls neuartige Mitglieder (Obsidian Pool #1, #3, #4, #6, #9 und #10).

### Thermoproteati (TACK)

#### Thermoprotei
Der Obsidian Pool gilt als ein typisches Habitat für Archaeen aus der Gattung Thermosphaera (Familie Desulfurococcaceae der Thermoprotei, früher „Crenarchaeota“, im Reich Thermoproteati alias „TACK-Superphylum“), wo sie von Huber et al. wie 1998 berichtet erstmals identifiziert wurden. Der Fund von „Crenarchaeota“ wurde 2005 von Spear et al. bestätigt und erweitert (OPPD012, im OPP).

#### Korarchaeia

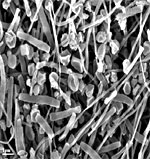
REM-Aufnahme einer Anreicherungskultur von Korarchaeia aus dem Obsidian Pool

Im Jahr 2008 gaben Elkins, Koonin, Hugenholtz, Karl O. Stetter et al. die Entdeckung von „Ca. Korarchaeum cryptofilum“ mit Stamm OPF8 (Obsidian Pool F8) bekannt. Der Gruppe gelang es, das archaeale Genom aus einer Anreicherungskultur von OPF8-Proben des Obsidian Pools zu bestimmen. Wie sich zeigte, konnte dieses Archaeon zu keiner der beiden damals bekannten (Super-)gruppen („Euryarchaeota“ und „Crenarchaeota“) gehören, sondern wurde in ein neues Phylum namens „Korarchaeota“  angesehen. Heute wird diese Gruppe meist als Klasse „Korarchaeia“ im Phylum Thermoproteta des Reihs Thermoproteati (früher „TACK-Superphylum“) gesehen.

#### Methanomethylicia
Methanbildner sind Mikroben, die das Treibhausgas Methan erzeugen und gehören ebenfalls zur Domäne der Archaeen, und dort gewöhnlich zur Supergruppe der Euryarchaeota. Im Jahr 2019 berichteten jedoch Mikrobiologen der Stanford University, des Chan Zuckerberg Biohub und des Joint Genome Institute (JGI) des US-Energieministeriums (DOE) über die Entdeckung eines neuartigen Archaeons aus dem Obsidian Pool, das zwar die genetische Maschinerie zur Durchführung einer hydrogenotrophen (Wasserstoff-verarbeitenden) Methanogenese besitzt, aber nicht zu den „Euryarchaeota“ gehört, sondern zu einer neuartigen Klasse Methanomethylicia (früher „Verstraetearchaeota“) innerhalb des TACK-Superphylums (Thermoproteati).
Man vermutet daher, dass dieser Stoffwechselweg bereits im letzten gemeinsamen Vorfahren der „Euryarchaeota“ und Methanomethylicia vorhanden war.
Diese Entdeckung gelang mit Methoden der Metagenomik, da es bislang keine Möglichkeit gibt derartig extremophile Mikroben zu kultivieren.

### Promethearchaeati (Asgard)

#### |Culexarchaeia
Im Jahr 2022 veröffentlichten Anthony J. Kohtz et al. eine Studie, in der sie aufgrund neuer Metagenomik-Ergebnisse eine neue Kandidatenklasse „Culexarchaeia“ innerhalb des TACK-Superphylums vorschlugen. Nach den Analysen beherbergen die „Culexarchaeia“ eine Reihe von wichtigen Proteinsätzen, die phylogenetisch von anderen TACK-Linien abweichen oder dort ganz fehlen, insbesondere Proteine zur Zellteilung und des Zytoskeletts. Diese Gruppe gliedert sich in einen marinen Zweig (Familie „Culexmicrobiaceae“, Fundort Guaymas Basin im Golf von Kalifornien) und einen terrestrischen Zweig (Fam. „Culexarchaeaceae“, Fundort u. a. der Obsidian Pool und das Lower Culex Basin).

### Methanobacteriati (Euryarchaeida)

#### Hadesarchaea
Im Jahr 2016 veröffentlichten Brett J. Baker, Thijs J. G. Ettema et al. eine Studie, in der sie die Identifizierung einer neuen Klasse „Hadesarchaea“ innerhalb des Archaeen-Reichs Methanobacteriati („Euryarchaeida“) per Metagenomik aus Proben vom Ästuar des White Oak River (Hadesarchaea archaeon DG-33) und vom Lower Culex Basin (Candidatus Hadarchaeum yellowstonense YNP_45) bekannt gaben. Bei 2018/2020 an der Universität Hongkong vorgenommenen Datenanalysen von bereits 2012 aus dem Obsidian Pool entnommenen Proben konnte ein weiterer Stamm SpSt-756 der Spezies Ca. Hadarchaeum yellowstonense aus dem Lower Culex Basin identifiziert werden.

#### Thermoplasmata
Auch Vertreter der Klasse Thermoplasmata (ebenfalls Reich Methanobacteriati, früher Superphylum „Euryarchaeida“) wurden gefunden, darunter die Spezies mit vorläufigen Bezeichnungen DTKX01 sp011333475 (Uncultivated Euryarchaeota archaeon SpSt-866, eigene Ordnung DTKX01) und B-DKE sp011334705 (Uncultivated Euryarchaeota archaeon SpSt-787, Thermoplasmataceae. Für die Gattung B-DKE wurde 2022 die Bezeichnung Ca. Scheffleriplasma vorgeschlagen).

### Nanobdellati (DPANN)

#### Nanobdellia
Im Jahr 2013 gaben Podar, Koonin, Reysenbach et al. die erstmalige Entdeckung eines hyperthermophilen Mitglieds Ca. Nanopusillus sp. Nst1 (heute Synonym von Ca. Nanobsidianus stetteri) aus dem Phylum Nanoarchaeota (Reich Nanobdellati, früher Superphylum DPANN) bekannt, das wie die bereits bekannte Spezies Nanoarchaeum equitans aus dieser Archaeengruppe als kleiner Epibiont auf einem viel größeren Archaeon der Ordnung Sulfolobales (Reich Thermoproteati, früher „TACK-Superphylum“) lebt. Diese symbiotische Gemeinschaft wurde ebenfalls im Obsidian Pool gefunden.

## Viren
Genom-Analysen zeigten 2015 virale Sequenzen in Nanobsidianus-Spezies. Zudem wurde N. stetteri in verschiedenen Thermalquellen des Yellowstone-Nationalparks gefunden. Man vermutet, dass es sich um ein Virus handelt, das sich innerhalb der dortigen Nanoarchaeota repliziert. Dazu gab es Hinweise auf ein Sulfolobus monocaudavirus 1 (SMV1), Familie Bicaudaviridae.